# Siewiersk (Polska)
Siewiersk – wieś w Polsce, położona w województwie kujawsko-pomorskim, w powiecie włocławskim, w gminie Choceń. Na wschód od wsi znajduje się Jezioro Krukowskie.
W latach 1975–1998 miejscowość administracyjnie należała do województwa włocławskiego. Zgodnie z danymi z Narodowego Spisu Powszechnego Ludności i Mieszkań z 2021 roku, wieś Siewiersk liczy 94 mieszkańców, z czego 54,3% stanowią kobiety, a 45,7% mężczyźni. Miejscowość ta stanowi 1,2% ludności gminy Choceń. Według Narodowego Spisu Powszechnego (2011) liczyła 113 mieszkańców. Jest 25. co do wielkości miejscowością gminy Choceń.
Siewiersk graniczy z miejscowościami z gminy Choceń (Krukowo, Jarantowice, Choceń, Borzymowice) oraz gminy Kłobia (Świątniki) i gminy Boniewo (Czuple).

## Przyroda
W Siewiersku znajduj się część jeziora Borzymowskiego o powierzchni około 321 ha.
Na terenie wsi występuje łowisko '"u Marka" w którym występują: karpie, amury, krasie, liny, tołpygi, szczupaki, jesiotry oraz leszcze.

## Historia
Dwór został wzniesiony pod koniec XIX wieku. W 1250 roku majątek należał do kapituły włocławskiej. Zgodnie z zapisami spisu poborowego z 1557 roku, właścicielem był Stanisław Siewierski, kasztelan kruszwicki. W 1789 roku majątek przeszedł w ręce Ignacego Polichnowskiego, a w 1904 roku właścicielem był Około-Kułak herbu Topór. Rodzina ta gospodarzyła na majątku aż do II wojny światowej. W 1940 roku majątek został przejęty przez Niemców. Reforma rolna z 1945 roku pozbawiła dotychczasowych właścicieli ziemi.